# 許致強
許致強（1982年10月30日—）為臺灣籃球教練、前運動員，主要位置是小前鋒，曾效力於中廣戰神與臺灣銀行，也曾入選三屆瓊斯盃國手。

## 外部連結
- 許致強在Eurobasket.com（球員）（英语）
- 許致強在Eurobasket.com（教練）（英语）